# 光の雨
『光の雨』（ひかりのあめ）は、立松和平の小説。1998年に新潮社から刊行された。連合赤軍事件（主に山岳ベース事件。連合赤軍結成前に起きた真岡銃砲店襲撃事件と印旛沼事件も含まれる）を題材に、その当事者をモデルとする人物が、当時を回想する形で書かれている。
2001年に映画化された『光の雨』は、本作をベースとしている。

## 「盗作」騒動から全面改稿まで
本作は当初、文芸誌『すばる』（集英社）の1993年8月号から連載が開始された。しかし、連載3回目の内容に、実際の連合赤軍事件の当事者である坂口弘の著書に酷似した部分が含まれていることが、坂口の支援者からの指摘で明るみに出る。立松はこれに対して指摘を全面的に認め、『すばる』での連載を打ち切るとともに関係者に陳謝した（のみならず、テレビ・ラジオといったメディアへの出演も取りやめた）。
その後、立松は坂口や永田洋子ら事件の関係者に謝罪の手紙を送り（坂口への手紙は『すばる』誌上に発表している）、それぞれ返事を受取った。いずれも作品の執筆を求める内容であったという。
中断から5年後の1998年に、全面的に構想を改めた形で雑誌『新潮』の3月号から5月号まで掲載された後、単行本として刊行された。

## ストーリー
死刑制度が廃止された2030年の日本。予備校生の阿南満也は、アパートの隣室の老人が毎夜発する奇声に苦情を呈したことがきっかけで、その玉井と名乗る老人と知り合う。玉井は元死刑囚で、死刑制度の廃止によって釈放されたのだった。玉井はみずからが死刑囚となった理由であり、また毎夜の奇声の原因である過去の「事件」について、阿南に語り始めた。
玉井が約60年前、左翼過激派グループ「革命共闘」のメンバーだったこと。「革命共闘」は反政府運動の武装闘争をおこなうために銃砲店を襲撃して銃を手に入れたこと。グループからの離反者を殺害したこと。やがて別の左翼過激派グループ「赤色パルチザン」と連合して「革命パルチザン」を結成し、山中のベースキャンプで軍事訓練に励んだこと。
阿南は何度も玉井の部屋に通い、途中からは恋人の高取美奈も誘って玉井の話を聞く。話はやがて、「赤色パルチザン」出身の倉重という男の主導でおこなわれた「総括」と称する同志へのリンチ殺人へと進んでいった。

## 登場人物
作品の性格上、実在のモデルが存在する人物が複数登場するが、プライバシーを考慮し、死刑判決が確定した2名と起訴後公判前に自殺した1名の記載にとどめる。
阿南 満也
予備校生。隣の部屋に住む玉井から、彼が約60年前にかかわった事件について話を聞くことになる。
高取 美奈
阿南の恋人。玉井の話に興味を抱き、途中から阿南とともに聞き役になる。
玉井 潔
80歳の老人で元死刑囚。作中の日本では死刑制度が廃止されたため、出獄して暮らしている。かつては「革命共闘」および「革命パルチザン」のメンバーで、同志の殺害や山荘への立てこもり事件に関与した。モデルは坂口弘。
以下は玉井の回想に登場する人物。
倉重 鉄太郎
「赤色パルチザン」のリーダーを経て「革命パルチザン」のリーダーになる。「革命戦士になるためには批判と自己批判の相互作用によって今までの自分を「総括」することが必要」と主張する。弁舌が極めて巧みで、グループのメンバーは徐々に彼の意向に逆らえなくなり、やがては彼の命令で「総括」という名目のリンチ殺人が実行された。モデルは森恒夫。
上杉 和枝
「革命共闘」および「革命パルチザン」の幹部の一人。グループから転向・離脱した元メンバーを殺害、さらに「革命パルチザン」の幹部となってからは「ブルジョア的」な習慣や思想の打破を唱えて倉重とともに他のメンバーに残酷な「総括」を求めるようになる。玉井とは事実婚の関係にあったが、次第に倉重と親密になり、東京のアジトに3人が集まった際に倉重と夫婦になると玉井に告げる。モデルは永田洋子。
黒木 利一
「革命共闘」のメンバーであったが、事実上グループから抜けた上、公安の刑事と会ってグループの情報を話す。このことが上杉らに伝わり、上杉の仕掛けた計略によって殺される。
今村 道子
同じく「革命共闘」メンバーであったが、グループのやり方についていけず、離脱を図る。上杉の意向で殺害される。
夏目 洋太
「革命共闘」の幹部。
北川 準
「革命共闘」のメンバー。山岳ベースで、他のメンバーへの「総括」で殴打した際に発した言葉が倉重に咎められ、みずからが「総括」の対象とされる。激しい殴打を受けた末、山岳ベースで最初に死亡する。
戸張 真
「革命共闘」のメンバー。倉重から「総括」を受け、そのあと参加していたメンバーの女性と抱擁したことを見咎められて、さらに激しい殴打が加えられ、死亡。
戸張 善二
「革命共闘」のメンバーで、戸張真の弟。倉重からは兄に対して「総括」をおこなうことを強要される。
高田 ゆみ
「赤色パルチザン」のメンバー。上杉から態度がブルジョア的だと非難され、「総括」の対象にされる。先に死亡したメンバーの埋葬を命じられるが、そのときの態度をさらに問題にされ、みずから「総括」すると言って自分の顔を殴打した。しかし、それでも「総括」できていないとしてロープで縛られたり激しく殴打された末に死亡。
大沢 守男
「革命共闘」のメンバーで「革命パルチザン」幹部。他のメンバーへの「総括」の際の態度を問題にされ「総括」の対象にされる。糾弾と激しい殴打の末、倉重から「死刑」を宣告されて、アイスピックで刺された上絞殺された。
三橋 信行
「革命共闘」のリーダー。検挙されて獄中にいる。彼を実力で奪取するため、「革命共闘」のメンバーは銃の入手を実行した。

## 特徴など
- 回想の部分は、基本的には玉井の言葉で書かれているが、部分的にはそれとは異なる「語り手」の視線が用いられている。上杉和枝の視点、殺された「同志」の視点、襲撃を受けた銃砲店主の供述、さらには奪われた銃そのものが「語る」場面もある。
- 『すばる』連載版では「回想」という設定は導入されていなかった。また現行版で玉井に相当する人物は「星利一」という名前になっていた。